# LG G Watch
L'LG G Watch (codename: dory) è il primo smartwatch di LG. 
Lo smartwatch è composto da un processore quad core Snapdragon 400 da 1.2 GHz, 512 MB di RAM, 4 GB di memoria interna non espandibile. Lo smartwatch è stato presentato con Android Wear.
LG G Watch è stato disponibile da giugno 2014 per Stati Uniti e Canada a 229$ e nel Regno Unito per £159 sul Google Play Store, successivamente, nel luglio 2014 è stato messo in commercio anche in Australia, Francia, Germania, India, Irlanda, Italia, Giappone, Corea del Sud, e Spagna.

## Storia
Il 25 giugno 2014, al Google I/O, sono stati presentati il Samsung Gear Live e l'LG G Watch, insieme ad altre informazioni riguardo Android Wear. 
Il Motorola Moto 360 verrà messo in commercio nell'estate 2014.

## XDA e la community
La community di XDA ha rilasciato Android Wear 2.0, facendo un porting della versione già esistente su LG G Watch R.
I modder sono molto attivi, sempre a provare nuovi sistemi operativi come Gohma e AsteroidOS.